# Esplugues City

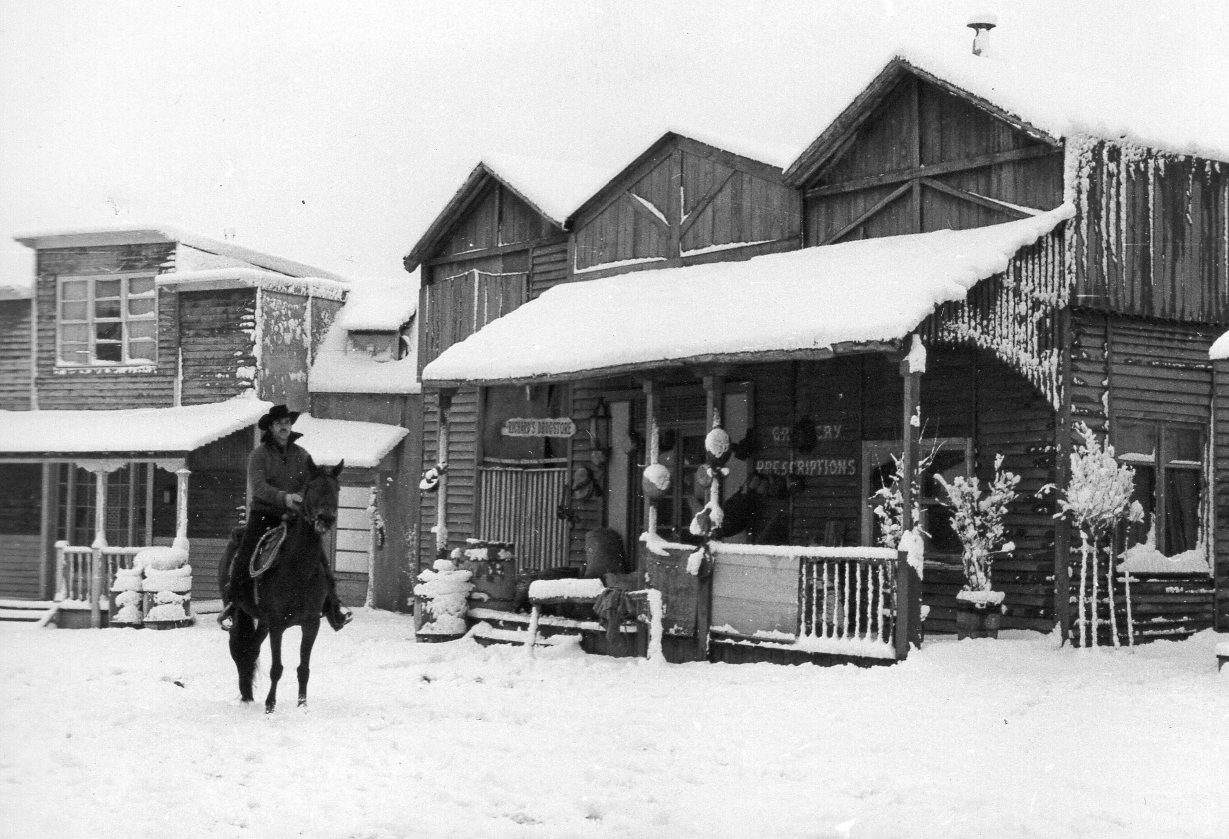
Esplugas City a la nevada que va afectar el set al febrer de 1965

El poblat Esplugues City fou un gran plató cinematogràfic construït pels Estudis Cinematogràfics Balcázar a Esplugues de Llobregat. L'empresa, dels germans Alfonso, Francisco i Jaime Jesús, tenia uns estudis de rodatge a la mateixa ciutat, al carrer Sant Antoni Maria Claret, tocant a Cornellà i va buscar un solar on poder gravar les escenes exteriors de les pel·lícules.
El 1964 els germans Balcázar, fundadors de Producciones Cinematográficas Balcázar (1951) i la distribuidora Filmax (1955), van crear a Esplugues uns estudis de producció i doblatge amb cinc platós. Tenia més de 5.500 m ²de platós.
Va ser el segon poblat amb format permanent que es va construir a Espanya i va destacar per la qualitat del seu disseny. Juan Alberto Soler, prestigiós director artístic de l'època, en va ser l'encarregat. El poblat tenia una superfície de 9.427m², amb tres carrers i 40 cases distribuïdes per temes: oest miner (cases de fusta), poblat pròsper (de pedra) i cases mexicanes (materials més pobres). Hi havia saloon, oficina del sheriff, barberia, magatzem, banc i església, i amb edificis només de façana i d'altres construïts també interiorment.
S'hi van rodar 70 pel·lícules des de 1964 fins a 1972, entre les quals destaquen Pistoleros de Arizona (1965), Una pistola para Ringo (1965), Crónica de un atraco (1968) i El más fabuloso golpe del Far West (1970). L'últim film rodat va ser Le llamaban Calamidad (1972), en què el poble va ser dinamitat i incendiat de veritat, filmant l'escena amb tres càmeres per si alguna fallava, ja que l'escena no es podia repetir.
En realitat hi hagué dos decorats diferents: el primer (1964-1967) era al costat del cementiri parroquial d'Esplugues sobre l'actual traçat de l'autopista B-23. El segon (1967-1972), una mica més petit, es va construir just al costat, al lloc on avui hi ha l'IES La Mallola.
Els germans Balcázar quan van veure que el gènere perdia força van voler reconvertir els platós en un parc temàtic, que hauria estat el primer d'Espanya. Van obtenir els permisos, però no es va arribar a fer realitat.
Un documental Goodbye Ringo, de Pere Marzo recupera la història dels platós